# Astragalus tremolsianus
Astragalus tremolsianus — вид квіткових рослин з родини бобових (Fabaceae). Ареал охоплює такі країни: пд. Іспанія (Сьєрра-де-Гадор (Альмерія)).

## Середовище
Висота проживання: 2100–2200 метрів. Ця рослина росте в долинах суглинків. Вона зустрічається разом з Festuca hystrix, Dactylis juncinella, Cirsium gregarium, Potentilla cf. reuteri та Festuca cf. nevadensis. Структура популяції переважно складається з репродуктивних дорослих особин, завдяки чому популяції підтримуються. Дуже мало насіння дають сходи, і низький відсоток з них виживає. Основними загрозами є деградація та перетворення його середовища існування, яке було розорано, а також його обмежений ареал, а також низька екологічна пластичність.